# 마우로 누마
마우로 누마(이탈리아어: Mauro Numa, 1961년 11월 18일~)는 이탈리아의 은퇴한 펜싱 선수로 주 종목은 플뢰레이다. 1984년 하계 올림픽에서 개인전과 단체전 금메달을 획득했으며, 1985년 개인전 우승을 포함하여 세계 선수권 대회에서 금메달 4개를 획득했다.